# Mitzger Imre
Mitzger Imre, 1904 után Mészöly Imre (Marcali, 1875. február 15. – Budapest, 1951. szeptember 18.) jogi doktor, ügyvéd és lapszerkesztő, Mitzger Tivadar testvére.

## Élete
Mitzger Miksa (1836–1901) járásorvos és Kuhn Cecília fiaként született. Középiskolai tanulmányait a Kaposvári Állami Gimnáziumban (1884–1888) és a Kegyes-tanítórendek Vezetése Alatt Álló Nagykanizsai Katolikus Főgimnáziumban (1888–1893) végezte. Mint VII. osztálybeli tanuló két arany első díjat nyert Vészes napok című történelmi elbeszélésével, a VIII. osztályban szintén két aranyat Széchy Máriáról írt cikkével és Fatime című novellájával. Jogi tanulmányait a Budapesti Tudományegyetem Jog- és Államtudományi Karán végezte és időközben munkatársa volt a Magyar Géniusznak és a Borsszem Jankónak (1896–1898). 1898-ban nyert ügyvédi diplomát és Kassán telepedett le, ahol előbb fél évig mint joggyakornok működött. 1903 májusában Budapestre költözött és itt folytatott ügyvédi gyakorlatot. 1904-ben Mitzger családi nevét Mészölyre változtatta. Halálát tüdőgyulladás, húgyvérűség, dülmirigytúltengés okozta.
Felesége Bruck Jolán (1881–1963) volt, Bruck Samu bajai ügyvéd és Kohn Hermina lánya, akivel 1903. április 26-án Baján vett nőül. Gyermekük Mészöly László (1905–?).
Költeményt és rajzot írt a Magyar Szalonba (1896), az Ország-Világba (1897) és a Magyar Figaróba.
Főszerkesztője volt a Kassai Naplónak 1899-ben, 1901-ben a Magyarország című politikai napilapnak Kassán.

## Művei
- Az ügyetlen ember. Monolog. Budapest, 1899. (Monologok gyűjteménye 82.)
- Utasok könyve, Budapest, 1905

### Kéziratban
- Uri kérő, népszínmű három felvonásban. Dalai Dankó Pista és Lengyel Miskától. (Előadták Kassán, 1898 februárjában).